# Astragalus monozyx
Astragalus monozyx är en ärtväxtart som beskrevs av Joseph Friedrich Nicolaus Bornmüller. Astragalus monozyx ingår i släktet vedlar, och familjen ärtväxter. Inga underarter finns listade i Catalogue of Life.